# Psara ingeminata
Psara ingeminata là một loài bướm đêm trong họ Crambidae.